# Namoka
Namoka är en holme i Kiribati.   Den ligger i örådet Butaritari och ögruppen Gilbertöarna, i den norra delen av landet, 210 km norr om huvudstaden Tarawa. Namoka ligger 16 meter över havet.
Terrängen på Namoka är varierad.